# Anwar Fituri
Anwar Fituri (en arabe : أنور الفيتوري), né en 1964 à Benghazi   est un ingénieur libyen, spécialisé dans les télécommunications. Après la révolution libyenne de 2011, il devient ministre des Communications et de la Technologie de l'information dans le gouvernement intérimaire.

## Biographie
Il est déjà ministre des Transports et des Communications au sein du bureau exécutif du Conseil national de transition, du 10 mai au 22 novembre 2011. Il a été nommé ministre des Communications et technologies de l'information le 22 novembre 2011. Il a signé un accord avec l'OTAN afin d'ouvrir certaines parties de l'espace aérien libyen. Il se concentre actuellement sur le transport de Libyens blessés, qui ont besoin de soins spécialisés et à la réouverture des routes et des aéroports.

## Sources
- (en) Cet article est partiellement ou en totalité issu de l’article de Wikipédia en anglais intitulé « Anwar Fituri » (voir la liste des auteurs).